# 이중행성

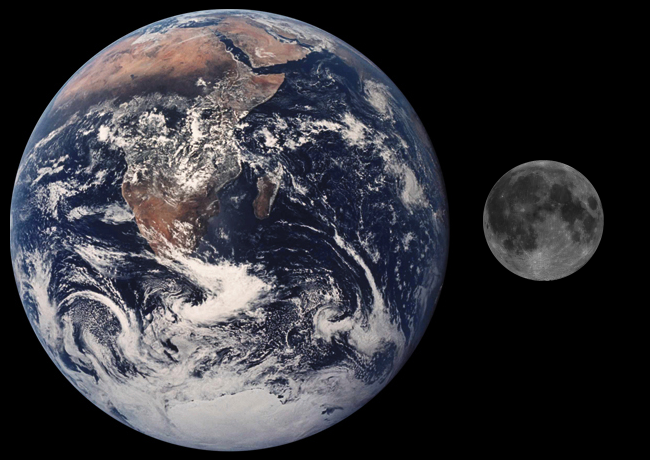
지구와 달의 무게 중심은 지구의 표면 내에 있기 때문에 이들 두 천체는 행성 위성 시스템으로 언급되어왔다.

이중행성(二重行星) 혹은 복행성(複行星)은 비공식적 용어로 충분히 큰 위성이 있어 무게 중심이 행성의 표면 밖에 있는 행성을 서술하는데 쓰인다. 통상적인 정의는 천체가 그들의 표면 위에 있는 중력 중심에 대해 궤도운동을 하는 행성-위성 시스템이다. 흡사하게 복 소행성 등이 있다.

## 태양계의 이중행성
현재는 태양계의 이중행성으로는 명왕성과 위성 카론이 유력하지만, 지구와 달도 이중행성이라고 하는 학자도 있다. 지구와 달의 경우에는 달의 직경은 지구의 1/4, 질량은 1/81이다. 이는 위성의 크기로는 다른 위성 보다 크지만, 질량을 계산하면 지구와 비슷한 크기라고 하기엔 너무 작다. 지구와 달의 중심점은 지구의 표면 안쪽에 있기 때문에 지구와 달은 이중 행성이 아니다는 의견이 일반적이다.
명왕성과 위성 카론의 경우에는 질량비율이 7:1이며, 또 무게중심이 우주 공간에 있어서 이중행성으로 정의할 수 있다. 그러나 명왕성을 행성의 범위에 포함되는지 아닌지는 학자에 따라서 그전부터 의문이 있었다. 2006년 8월에 개최된 국제천문연맹 총회에서 당초 태양계 행성으로, 기존의 생성인 9개와 세레스, 2003 UB313(에리스), 명왕성의 위성인 카론을 행성으로 추가할 것을 제안이 나왔고, 이 안이 의결이 되면 명왕성과 카론이 정식으로 이중 행성으로 인정될 가능성이 있었지만, 결과는 명왕성은 왜행성으로 결정되었다. 하지만 위성 카론은 명왕성의 절반 크기로서, 위성이 맞는지 아닌지는 불분명하여 보류가 되었다. 학자에 따라서는 카론도 왜행성으로 정의하여, 명왕성과 같이 이중행성으로 정의하고 있다.

## 같이 보기
- 쌍성